# Герб Бендер
Герб Бендер — символ міста Бендери.

## Опис
Щит розділений на два поля: у верхньому — золотому, двоголовий орел, прикрашений золотою короною, що тримає в обох лапах блискавки, полум'я яких обернуто вниз, зі щитом на грудях, на якому в червоному полі зображений Георгій Побідоносець, що сидить на білому коні і вражає змія. У нижньому — чорному полі, зображений лев з людським обличчям в пам'ять скрутного становища шведського короля Карла XII після Полтавської битви.

## Історія
Перший герб був затверджений 2 квітня 1826 року.
У 1872 році був складений новий проект герба міста, проте він не був затверджений. Вже в 1931 році, коли місто перебувало під владою королівської Румунії, був затверджений новий герб, в якому зберігся лев у лежачому положенні на тлі зубчастої фортеці. На червоному щиті зображена срібна зубчаста фортеця з трьома вежами, середня вища, ворота і вікна закриті. Перед фортецею на зеленій терасі розташований золотий лежачий лев, повернутий вправо.
26 липня 1967 року був затверджений новий герб. У верхній частині щита розміщені зубці фортеці як символ давнини міста. Над зубцями напис з назвою міста, внизу хвилі, які символізують річку Дністер і річковий порт. У центрі зображена троянда, що символізує квітуче місто, замість пелюсток  — шестерня з блискавкою і човник, які означають електротехнічну промисловість і легку промисловість відповідно. Верхня частина щита червона, а хвилі — білі.
25 вересня 2003 року на честь 595-ліття місту було повернуто герб 1826 року.

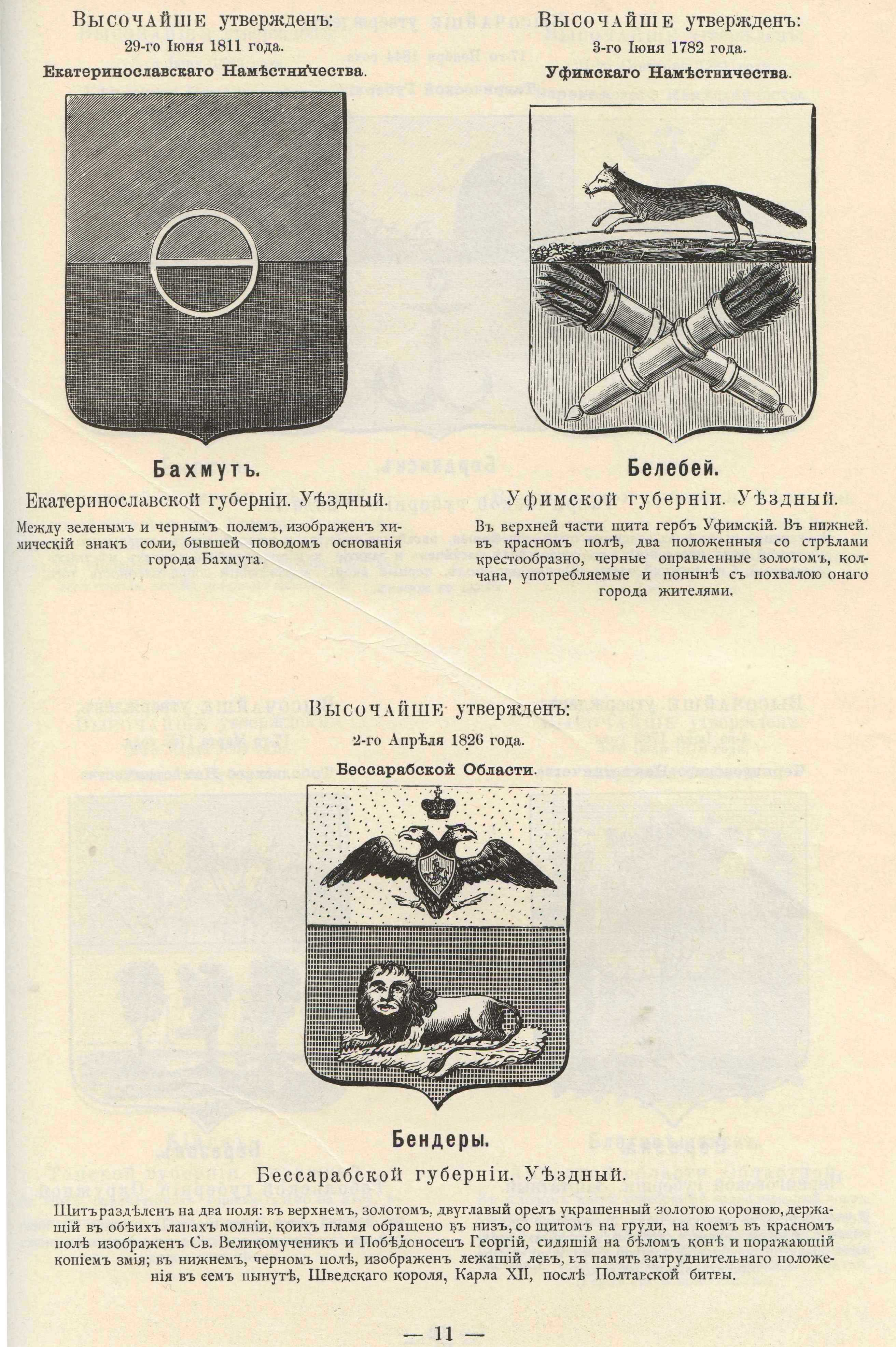
Герб 1826.
Проект герба міста 1872 року.
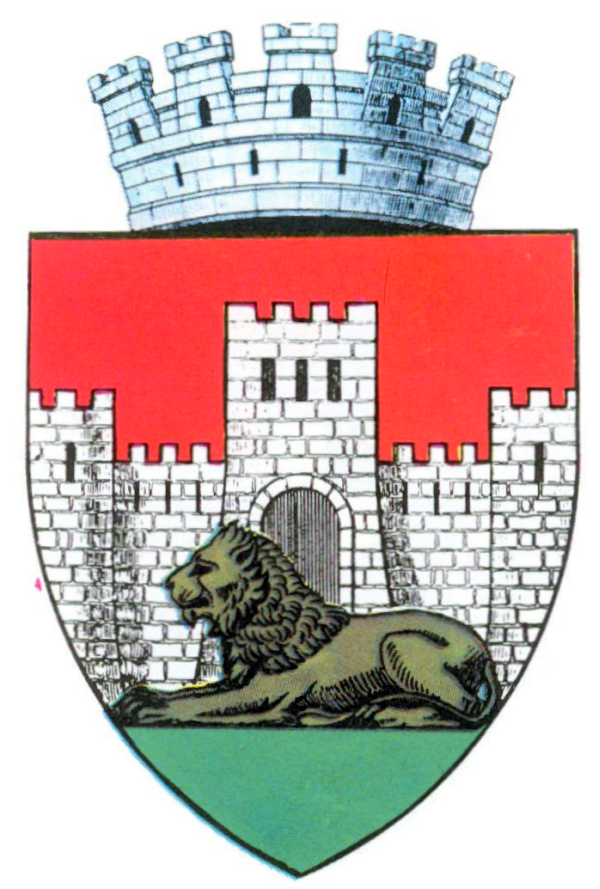
Герб, затверджений 1931.
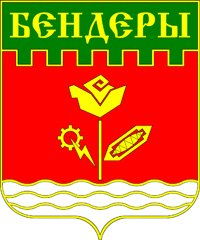
Герб, затверджений 26 липня 1967.